# Castiglione in Teverina
Castiglione in Teverina – miejscowość i gmina we Włoszech, w regionie Lacjum, w prowincji Viterbo.
Według danych na rok 2004 gminę zamieszkuje 2261 osób, 119 os./km².